# USAC National Championship 1969
USAC National Championship 1969 var ett race som kördes över 24 omgångar. Mario Andretti tog nio vinster och titeln, med nästan dubbelt så många poäng som tvåan Al Unser. Andretti tog även hem sin enda seger i Indianapolis 500 samma år.

## Delsegrare
| Datum        | Bana             | Vinnare               |
| ------------ | ---------------- | --------------------- |
| 30 mars      | Phoenix          | George Follmer        |
| 14 april     | Hanford          | Mario Andretti        |
| 30 maj       | Indianapolis 500 | Mario Andretti        |
| 8 juni       | Milwaukee        | Greg Weld Art Pollard |
| 15 juni      | Langhorne        | Bobby Unser           |
| 29 juni      | Pikes Peak       | Mario Andretti        |
| 6 juli       | Castle Rock      | Gordon Johncock       |
| 12 juli      | Nazareth         | Mario Andretti        |
| 19 juli      | Trenton          | Mario Andretti        |
| 27 juli      | Clermont         | Dan Gurney            |
| 27 juli      | Clermont         | Peter Revson          |
| 17 augusti   | Milwaukee        | Al Unser              |
| 18 augusti   | Springfield      | Mario Andretti        |
| 24 augusti   | Dover            | Art Pollard           |
| 1 september  | DuQuoin          | Al Unser              |
| 6 september  | Indiana          | A.J. Foyt             |
| 14 september | Brainerd         | Gordon Johncock       |
| 14 september | Brainerd         | Dan Gurney            |
| 21 september | Trenton          | Mario Andretti        |
| 28 september | Sacramento       | Al Unser              |
| 19 oktober   | Seattle          | Mario Andretti        |
| 19 oktober   | Seattle          | Al Unser              |
| 15 november  | Phoenix          | Al Unser              |
| 7 december   | Riverside        | Mario Andretti        |

## Slutställning
| Plats | Förare             | Poäng |
| ----- | ------------------ | ----- |
| 1     | Mario Andretti     | 5055  |
| 2     | Al Unser           | 2630  |
| 3     | Bobby Unser        | 2585  |
| 4     | Dan Gurney         | 2280  |
| 5     | Gordon Johncock    | 2070  |
| 6     | Wally Dallenbach   | 1795  |
| 7     | A.J. Foyt          | 1570  |
| 8     | Billy Vukovich Jr. | 1280  |
| 9     | Mike Mosley        | 1220  |
| 10    | Lloyd Ruby         | 1190  |
| 11    | Johnny Rutherford  | 1130  |
| 12    | Art Pollard        | 1110  |